# 釋心保
釋心保法師（1964年－），俗姓王，法號慧濟，字心保，出生於台灣台中市。為現任佛光山宗務委員會（簡稱：佛光山宗委會）宗長及佛光山現任住持、國際佛光會世界總會總會長、佛光山中華傳統宗教總會總會長。心保和尚於2013年繼心培和尚之後成為佛光山的第九任住持、臨濟正宗第四十九代傳人。1986年來佛光山禮釋星雲法師披剃出家，1988年于美國加州西來寺受具足戒，2004年擔任西來寺住持，2012年推選為佛光山宗委會主席，2013年正式接任佛光山第九任住持，2017年連任佛光山第十任住持，並於2024年再度連任佛光山宗務委員會第十一屆宗長、佛光山第十一任住持 （页面存档备份，存于）。
2015年，美國青年領袖訪華團至佛陀紀念館參訪，與訪華團成員展開宗教文化面向的深度交流，會後致贈英文版《人間佛國》。
2017年，於「2017年世界神明聯誼會」舉行的「愛與和平祈福音樂會」，表示全球多元宗教人士聚首，齊心向世界發出和平宣言，體認和平是人類共同的智慧與價值，落實三好、四給、五和，讓愛與和平的鐘聲永不止息。
同年並順利連任佛光山第十任住持。
2019年，南華大學興學紀念館落成，主持祈福法會，表示護持教育等同成就眾生，是大悲菩提心的展現。
2021年12月10日，榮獲教育部頒社會教育貢獻獎。
2024年8月30日，當選連任佛光山宗務委員會第十一屆宗長、佛光山第十一任住持。 （页面存档备份，存于）